# Felicia Spencer
Felicia Spencer, född 20 november 1990 i Montreal i Quebec, är en kanadensisk MMA-utövare. Spencer var Invicta FC:s mästare i fjädervikt från 16 november 2018 till 26 mars 2019 då hon obesegrad avsade sig titeln för att skriva på för organisationen Ultimate Fighting Championship.

## Tävlingsfacit
| Resultat | Facit | Motståndare            | Metod                   | Evenemang                                 | Datum             | Rond | Tid  | Plats                     | Notering                           |
| -------- | ----- | ---------------------- | ----------------------- | ----------------------------------------- | ----------------- | ---- | ---- | ------------------------- | ---------------------------------- |
| Vinst    | 1–0   | Rachel Wiley           | TKO (armbågar och slag) | Invicta FC 14: Evinger vs. Kianzad        | 12 september 2015 | 1    | 3:32 | Kansas City, MI, USA      | Lättviktsdebut                     |
| Vinst    | 2–0   | Madison McElhaney      | Domslut (enhälligt)     | Invicta FC 22: Evinger vs. Kunitskaya II  | 25 mars 2017      | 3    | 5:00 | Kansas City, MI, USA      | Fjäderviktsdebut                   |
| Vinst    | 3-0   | Amy Coleman            | Submission (rear-naked) | Invicta FC 24: Dudieva vs. Borella        | 15 juli 2017      | 1    | 3:17 | Kansas City, MI, USA      | Performance of the Night           |
| Vinst    | 4-0   | Akeela Al-Hameed       | Domslut (enhälligt)     | Invicta FC 27: Kaufman vs. Kianzad        | 13 januari 2018   | 3    | 5:00 | Kansas City, MI, USA      | Fight of the Night                 |
| Vinst    | 5-0   | Helena Kolesnyk        | Submission (rear-naked) | Invicta FC 30: Frey vs. Grusander         | 21 juli 2018      | 2    | 1:47 | Kansas City, MI, USA      | Performance of the Night           |
| Vinst    | 6-0   | Pam Sorenson           | Submission (rear-naked) | Invicta FC 32: Spencer vs. Sorenson       | 16 november 2018  | 4    | 4:23 | Shawnee, OK, USA          | Vann den vakanta fjäderviktstiteln |
| Vinst    | 7-0   | Megan Anderson         | Submission (rear-naked) | UFC Fight Night: dos Anjos vs. Lee        | 18 maj 2019       | 1    | 3:24 | Rochester, NY, USA        |                                    |
| Förlust  | 7-1   | Cris Cyborg            | Domslut (enhälligt)     | UFC 240                                   | 27 juli 2019      | 3    | 5:00 | Edmonton, Alberta, Kanada |                                    |
| Vinst    | 8-1   | Zarah Fairn Dos Santos | TKO (armbågar och slag) | UFC Fight Night: Benavidez vs. Figueiredo | 29 februari 2020  | 1    | 3:37 | Norfolk, VA, USA          |                                    |
| Förlust  | 8-2   | Amanda Nunes           | Domslut (enhälligt)     | UFC 250                                   | 6 juni 2020       | 5    | 5:00 | Las Vegas, NV, USA        |                                    |
| Förlust  | 8-3   | Norma Dumont           | Domslut (delat)         | UFC Fight Night: Font vs. Garbrandt       | 22 maj 2021       | 3    | 5:00 | Las Vegas, NV, USA        |                                    |